# Egedal község
Egedal község (dánul: Egedal Kommune) Dánia 98 községének (kommune, helyi önkormányzattal rendelkező közigazgatási egység) egyike. A Hovedstaden régióban található. Egedal község Ballerup, Albertslund, Høje-Taastrup, Roskilde, Frederikssund, Allerød és Furesø községekkel határos. Lakosainak száma 42 773 fő (2016).